# Different World (유라이어 힙의 음반)
| 전문가 평가                      | 전문가 평가 |
| 평가 점수                        | 평가 점수   |
| 출처                             | 점수        |
| -------------------------------- | ----------- |
| AllMusic                         | [ 1 ]       |
| Collector's Guide to Heavy Metal | 5/10        |
| Rock Hard                        | 7.0/10      |

《Different World》는 1991년 유럽과 일본에서 발매된 영국의 록 밴드 유라이어 힙의 열여덟 번째 스튜디오 음반이지만 북미에서는 발매되지 않았다. 《Different World》는 영국에서 싱글이 발매되지 않은 첫 유라이어 힙 스튜디오 음반이다. 이 음반은 이 라인업이 특징인 두 번째 스튜디오 음반이다. 베이시스트 트레버 볼더가 이 음반을 제작했고 비록 경험이었지만 밴드 멤버/음악가/프로듀서 모두의 모자를 쓰는 것이 까다롭다고 말했다.

## 배경
영국의 레코드판과 카세트 발매에는 안쪽 소매에 가사가 들어 있었고 CD에는 삽입구 안에 인쇄된 것이 전혀 없었지만, 이것이 우연인지 아니면 디자인인지는 불분명하다. 이후 CD 재발행에서는 가사를 인쇄하고 보너스 트랙이 있었다.
영국 투어는 1985년 이래로 새로운 스튜디오 음반을 지원하기 위한 유라이어 힙의 첫 번째 공연이었다. 그들은 《Raging Silence》의 단 하나의 영국 쇼를 공연했다.

## 곡 목록
| #   | 제목                             | 작사·작곡        | 재생 시간 |
| --- | -------------------------------- | ---------------- | --------- |
| 1.  | 〈Blood on Stone〉               | 트레버 볼더      | 4:38      |
| 2.  | 〈Which Way Will the Wind Blow〉 | 볼더             | 4:52      |
| 3.  | 〈All God's Children〉           | 믹 복스, 필 랜존 | 4:20      |
| 4.  | 〈All for One〉                  | 볼더             | 4:27      |
| 5.  | 〈Different World〉              | 복스, 랜존       | 4:15      |
| 6.  | 〈Step by Step〉                 | 볼더             | 4:07      |
| 7.  | 〈Seven Days〉                   | 복스, 랜존       | 3:35      |
| 8.  | 〈First Touch〉                  | 랜존             | 3:54      |
| 9.  | 〈One on One〉                   | 복스, 랜존       | 4:05      |
| 10. | 〈Cross That Line〉              | 복스, 랜존       | 5:35      |